# Польська кляса А з футболу
Польська кляса А з футболу (пол. Klasa A) — сьомий за значимістю дивізіон в ієрархії польського футболу. Третій регіональний дивізіон в системі футбольних ліг Польщі.
Турнір складається з декількох або десятка (залежно від регіону) груп. Участь у змаганнях беруть групи з одного футбольного району. Переможці кожної з них підвищуються до окружної ліги. Найслабші ліги понижуються до територіально відповідних груп класу В. 
У Західнопоморському воєводстві клас А є восьмим дивізіоном і четвертим рівнем регіональних ігор.